# Gudrun Brendel-Fischer

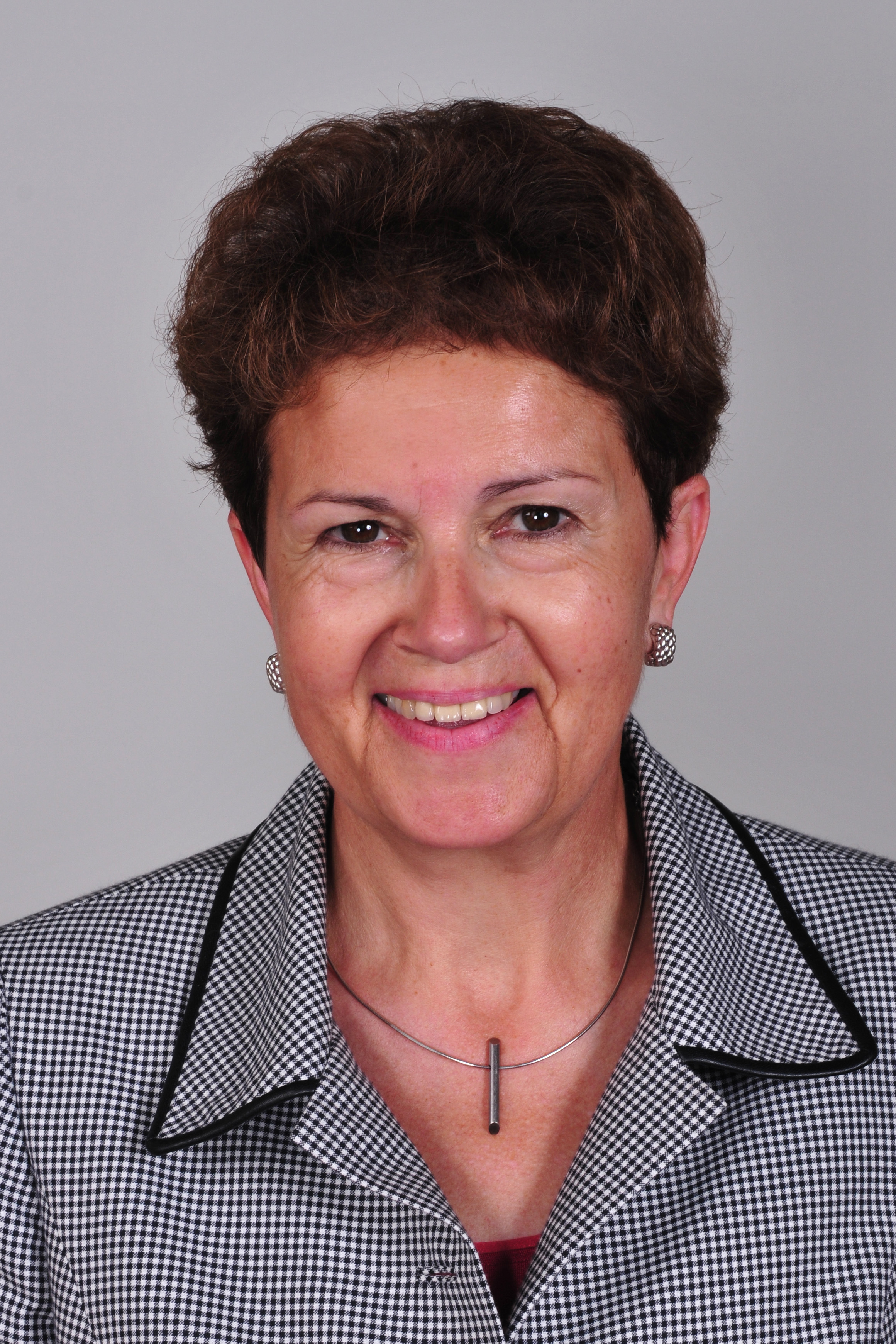
Gudrun Brendel-Fischer, 2012

Gudrun Elisabeth Brendel-Fischer (* 17. Juni 1959 in Bayreuth) ist eine deutsche Politikerin (CSU) und Fachlehrerin. Brendel-Fischer war von Januar 2007 bis Oktober 2023 Mitglied des Bayerischen Landtags.
Im Juni 2023 wurde Gudrun Brendel-Fischer  beim Landesverbandstag zur Vizepräsidentin des Bayerischen Landessportverbandes gewählt. Sie ist Stellvertreterin des Präsidenten Jörg Ammon.

## Beruf und Familie
Nach der Mittleren Reife am Richard-Wagner-Gymnasium 1975 absolvierte Brendel-Fischer eine Ausbildung zur Fachlehrerin für Ernährung und Gestaltung. Im Anschluss an die zweijährige Anwärterzeit unterrichtete sie ab 1983 in den Bezirken Kulmbach, Kronach und Bayreuth. In den Jahren 1985 bis 2007 war sie auch Seminarleiterin für Fachlehrer. Seit April 2011 leitet sie den Bezirksverband Oberfranken für Gartenbau und Landespflege.
Brendel-Fischer ist evangelisch. Sie ist verheiratet und hat zwei Töchter (* 1987, * 1990). Mit ihrer Familie lebt sie auf einem Bauernhof in Heinersreuth-Tannenbach, der von ihrem Mann bewirtschaftet wird.

## Politik
In die Junge Union trat Brendel-Fischer 1974 ein. Sie engagierte sich außerdem in der Deutschen Landjugend und im Bundesjugendring. Seit 1985 ist sie Mitglied der CSU und der Frauen-Union.
Dem Gemeinderat ihrer Heimatgemeinde Heinersreuth gehörte sie von 1990 bis 2008 an. Seit 2008 ist sie Kreisrätin im Landkreis Bayreuth. Im Mai 2015 wurde sie als Nachfolgerin von Hartmut Koschyk Vorsitzende des CSU-Kreisverbandes Bayreuth-Land. Im Januar 2007 rückte sie für Henry Schramm in den Bayerischen Landtag nach. Bei der Landtagswahl 2008 erlange sie mit 43,3 % der Erststimmen das Direktmandat im Stimmkreis Kulmbach. Am 14. Januar 2009 wurde Brendel-Fischer in Wildbad Kreuth zur neuen Vorsitzenden der Arbeitsgruppe Frauen der CSU-Fraktion im Bayerischen Landtag gewählt. Sie wurde damit Nachfolgerin von Ursula Männle.
Bei der Landtagswahl 2013  wurde sie im Stimmkreis Bayreuth mit 42,68 Prozent der Erststimmen erneut direkt in den Landtag gewählt. Sie ist seit der 17. Wahlperiode stellvertretende Fraktionsvorsitzende der CSU-Landtagsfraktion. Des Weiteren ist Brendel-Fischer Mitglied des Ausschusses für Bildung und Kultus. Am 21. März 2018 war sie zur Ehrenamtsbeauftragten der Bayerischen Staatsregierung ernannt worden, am 27. November 2018 wurde sie vom Ministerrat zur Integrationsbeauftragten der Bayerischen Staatsregierung berufen.
Zur Landtagswahl 2023 trat sie nicht mehr an.